# Arthur Liebert
Arthur Liebert (Berlino, 10 novembre 1878 – Berlino, 5 novembre 1946) è stato un filosofo tedesco di origine ebraica.
Come rappresentante della Scuola di Marburgo, apparteneva al neokantismo.

## Biografia
Dopo aver lasciato la scuola, Arthur Levy lavorò inizialmente come uomo d'affari per sei anni prima di studiare filosofia a Berlino dal 1901 al 1906. Ascoltò Wilhelm Dilthey, Paul Menzer, Friedrich Paulsen, Alois Riehl, Georg Simmel e Carl Stumpf e docenti di altre facoltà: Diels, Frey, Lasson, Pfleiderer, Roethe, Schmoller, Vierkant, von Wilamowitz-Moellendorf e Wölfflin.
Di famiglia ebraica, si convertì al cristianesimo protestante nel 1905 e prese il nome di Arthur Liebert. Con questo nome pubblicò la sua prima opera nel 1905, una traduzione e spiegazione di alcuni scritti del filosofo rinascimentale Giovanni Pico della Mirandola. Nel 1907 completò il dottorato con Friedrich Paulsen e Alois Riehl sul platonista italiano.
Nel 1910 Liebert divenne direttore generale della Kant-Gesellschaft, fondata da Hans Vaihinger nel 1904, che nei decenni successivi si sviluppò come una delle principali società filosofiche del mondo, soprattutto grazie alle attività di Liebert (conferenze).
Tra il 1919 e il 1933, Liebert tenne lezioni di filosofia alla Handelshochschule di Berlino. Nel 1925 divenne professore associato all'Università Friedrich Wilhelm di Berlino.
Dopo la salita al potere del nazionalsocialismo nel 1933, Liebert fu licenziato con la forza da Wilhelm Stuckart, allora Segretario di Stato del Ministero della Scienza prussiano. Di conseguenza, nello stesso anno dovette andare in esilio a Belgrado. Lì fondò la società Philosophia e l'omonima rivista, che rimase in vita fino al 1939.
Nel 1939 Liebert si trasferì in Inghilterra e insegnò a Birmingham. Si unì all'Associazione Culturale Libera Tedesca e divenne direttore dell'Università Libera Tedesca, inaugurata nel luglio 1942. Dopo la fine della guerra, Liebert tornò a Berlino nel 1946. Qui fu per un breve periodo professore all'Università Humboldt di Berlino e preside della Facoltà di Scienze della Formazione.

## Opere (selezione)
- Wie ist kritische Philosophie überhaupt möglich? Leipzig 1919
- Die geistige Krisis der Gegenwart, Berlin 1923
- Mythus und Kultur, Berlin 1925
- Die Philosophie in der Schule, Charlottenburg 1927
- August Strindberg: Seine Weltanschauung und seine Kunst, Berlin 1920
- Erkenntnistheorie, Berlin 1932
- Die Krise des Idealismus, Zürich 1936
- Der Geltungswert der Metaphysik, Berlin 1915
- Von der Pflicht der Philosophie in unserer Zeit, Zürich 1938
- Das Problem der Geltung, Berlin 1914, 2. Aufl. Leipzig 1920